# لويس فالفيردي
لويس فالفيردي (بالإسبانية: Luis Valverde)‏ هو لاعب كرة قدم بيروفي، ولد في 7 أبريل 2000 في Ascope ‏ في بيرو. لعب مع نادي يونيفرسيتاريو.